# Скрапбукінг
Скрапбу́кінг, скрепбукінг (англ. Scrapbooking, від англ. Scrapbook: scrap — вирізка, book — книга, букв. «книга з вирізок») — вид рукодільного мистецтва, що полягає у виготовленні та оформленні сімейних або особистих фотоальбомів.
Цей вид творчості являє собою спосіб зберігання особистої та сімейної історії у вигляді фотографій, газетних вирізок, малюнків, записів та інших пам'ятних дрібниць, використовуючи своєрідний спосіб збереження і передачі окремих історій за допомогою особливих візуальних і тактильних прийомів замість звичайної розповіді.
Основна ідея скрапбукінгу — зберегти фотографії та інші пам'ятні речі про які-небудь події на тривалий термін для майбутніх поколінь.
В англо-російських словниках зазвичай наводиться ширший переклад терміну скрапбук: альбом для наклеювання вирізок або альбом для вирізок з друкованих видань, зображень, фотографій, але зазвичай цей термін прийнято відносити саме до особливим чином декорованих фотоальбомів, що складаються з окремих аркушів, кожен з яких представляє закінчену думку, виражену фотоколажем. Такі альбоми можуть охоплювати найрізноманітніші теми: весілля, ювілей, народження дитини, канікули на морі тощо.
Слід зауважити, що скрапбукінг не обмежується створеннями класичних альбомів — в колекціях майстрів скрапбукінгу зустрічаються також альбоми-акордеони (Лепорелло), альбоми у вигляді будиночків, альбоми у вигляді коробочок чи кошичків, і навіть окремі листівки (так званий кардмейкінг). Існує і так званий «цифровий скрапбукінг», що використовує для оформлення та прикраси фотографій різні комп'ютерні застосунки (універсальні графічні редактори або спеціалізоване програмне забезпечення, призначене для обробки фотографій і обрамлення рамками різного виду та форми, наприклад Scrapbook MAX!, Wondershare Scrapbook Studio, PhotoMix, ScrapbookFlair, ArcSoft «Scrapbook Creator Memories Edition» і «Майстер Колажів». За допомогою стандартних засобів в застосунках створюється вигляд окремої сторінки або цілого фотоальбому, які потім можуть бути виведені на друкувальний пристрій або збережені у вигляді файлів у графічних форматах.
Роботу зі створення скрапбуків спрощує безліч шаблонів, заготовок найрізноманітніших форм, які використовують різні види кріплень (кільця, стрічки, пружинки).

## Історія
Збирання альбомів з вирізками та пам'ятними речами вперше згадується в 1598 році. У той час почали збирати поеми, цитати і власні спостереження і вклеювати їх у звичайні книги. В Англії ставали популярними зошити для запису улюблених віршів, пам'ятних афоризмів і цитат (англ. Commonplace books). Так, в 1706 році була надрукована книга філософа Джона Лока під назвою New Method of Making Commonplace books. Приблизно в той же час з'явилися так звані «книги друзів» (англ. Friendship books): у Німеччині дівчата збирали волосся своїх подруг і звивали з них складні візерунки, прикрашаючи їх стрічками і квітами. Разом з тим, зошити для записів відрізнялися від сучасного скрапбукінгу, оскільки містили тільки якусь розрізнену підбірку текстів, в той час як в скрапбуках зазвичай приділяється увага і підкреслюється певна людина або подія.

### Сучасність
Своєї сучасної форми скрапбукінг набув у XVII столітті. У 1826 році в Німеччині почали активно збирати вирізки з альбомів, оскільки стали друкуватися альбоми з зображеннями, гравюрами і літографіями. Але справжній фурор викликала книга Джона Пула (англ. John Poole) під назвою Manuscript Gleanings and Literary Scrapbook, в якій описували різні способи творчо оформити вірші, записи та інші вирізки. Сам термін «скрапбукінг» з'явився в 1830-х роках.